# Буревестник (аэропорт)
Буревестник — военный аэродром на острове Итуруп Курильской гряды (Сахалинская область), находится в одноимённом селе. Также относящийся к аэродрому военный городок — село Горное — западнее, в глубине острова. Расположен в южной части бухты Касатка на высоте порядка 16-18 м выше уровня моря.
Аэродром Буревестник способен принимать самолёты Ан-12, Ан-24, Ан-26 и все более лёгкие, а также вертолёты всех типов.
Несмотря на то, что аэродром принадлежит МО РФ, на территории построен пассажирский терминал и стоянка ВС для гражданских перевозок, в настоящее время (2020 год) рейсы выполняются авиакомпанией «Аврора» по особому расписанию. Из-за сильных снегопадов зимой и регулярных туманов летом рейсы могут задерживаться на неопределённое время.

## История
Первый аэродром на берегу бухты Касатка (яп. 単冠湾 — Хитокаппу ) был построен японцами в 40-х годах 20-го века и назывался Эторофу. Здесь базировалась японская палубная авиация, в частности, отсюда самолёты перелетали на авианосцы для удара по американской базе Перл-Харбор на Гавайях.
Согласно Потсдамскому соглашению, остров Итуруп перешел под юрисдикцию СССР, а японское население было репатриировано. С этого времени аэродром начал использоваться советской авиацией. ВПП аэродрома была покрыта сборным железным покрытием, полученным по ленд-лизу. 
Данные аэродрома Эторофу:
- индекс ЗФ81 / ZF81
- ВПП 14/32
- длина 1203 м
- ширина 80 м
- превышение 17 м (2 гПа)

В дальнейшем (дата требует уточнения) аэродром был расширен, западнее старой была построена новая ВПП, также покрытая железной сеткой. 
- индекс УХСБ / UHSB
- длина 2383 м
- ширина 30 м
- КТА N44.91948° E147.62193°
- Позывной Вышка 124.0 МГц «Гвардеец»

С ноября 1945 года на аэродроме базировались полки 255-й смешанной (с 1949 года — 110-й смешанной, а с 1953 года 110-истребительной) авиационной дивизии:
- 307-й истребительный авиационный ордена Красной Звезды полк в/ч 65321 на самолетах Як-9, Р-63 Кингкобра, МиГ-15 и МиГ-17 (с 1945 по 1960 г., расформирован на аэродроме);
- 308-й истребительный авиационный полк в/ч 78636 на самолетах Як-9, Р-63 Кингкобра, МиГ-15, МиГ-17, МиГ-21СМ (с 1945 по апрель 1983 г., перебазирован).

Вертолёты:
- 213-я отдельная вертолётная эскадрилья ОП в/ч 06889, сформирована в 1978 г. на базе вертолётного отряда на аэр. Буревестник, перебазировавшегося в 1978 г. из Уссурийска. Имела в составе 4 Ми-8 и 8 Ми-24Д. В 1998 году 213-я ОВЭ ОП переформирована в 101-й ОВО, в/ч 74131. В настоящее время (???).
- вертолётный отряд ПСС в составе ИАП, затем сформирован 109-й ОВО ПСС в/ч 32836. На вооружении: вертолеты – 2 Ми-14ПС, 2 Ми-8МТ. в 1989 году отряд перевели на Каспий в АзССР.

Аэродром был полностью разрушен осенью 1979 года тайфуном «Тип», самолёты 308-го полка были разбиты. После тайфуна был выполнен капитальный  ремонт аэродрома, ВПП была укрыта асфальтобетонным покрытием. Старая полоса частично восстановлена и использовалась дислоцировавшейся здесь отдельной вертолётной эскадрильей. Заново был отстроен жилой городок для военных, в настоящее время это село Горное, 1,5 км на запад от аэродрома.
В связи со сложной и напряжённой внешнеполитической обстановкой между СССР и США, в августе 1983 года была произведена ротация: 308-й истребительный авиаполк, вооружённый МиГ-21, был заменён 41-м истребительным авиаполком, базировавшемся на аэродроме Постовая (возле г. Советская Гавань) и вооруженным более современными самолётами МиГ-23МЛД. Данная перестановка была вызвана тем, что старые МиГ-21 не могли противостоять американским палубным истребителям F-14 «Томкет». Этот полк дислоцировался на аэродроме вплоть до 1994 года, затем 41-й, как и 308-й ИАП-ы были расформированы, самолёты перелетели на базу хранения в Комсомольск-на-Амуре (аэр. Дзёмги), где затем утилизированы.
В настоящее время аэродром считается действующим, работает авиационная комендатура.

## Авиационные происшествия
- 30 августа 1981 года потерпел катастрофу самолёт Ил-14, принадлежавший 257-му ОСАП (Хабаровск). Транспортный рейс Хабаровск-Буревестник, командир экипажа Булатов С. И., выполнял перевозку военнослужащих. При попытке второго захода на посадку в условиях густого тумана самолёт упал в районе ВВП разрушился и сгорел. После падения несколько человек оставались живы, но спасти их не удалось. Всего погибло 18 человек.
- 11.11.1983 г. Катастрофа Ан-12, экипаж к-на А. Невзорова. Пара Ан-12 257 ОСАП обеспечивала сопровождение 41-го ИАП ПВО по учениям. Перелёт по маршруту: Буревестник-Сокол. Пассажиры на борту — 35 человек инженерно-технического состава и груз — 20 ракет «воздух-воздух». При взлёте ночью самолёт попал в снежный заряд и через 3-4 минуты после отрыва столкнулся с землей, разрушился и сгорел. Все находившиеся на борту погибли. Поиски самолёта результатов не дали, обломки были обнаружены случайно 6 января 1986 года в 12 км от аэродрома Буревестник экипажем пролетающего вертолёта Ми-24. Причиной катастрофы был определен экстренный взлёт из-за резкого ухудшения погодных условий, спешка и нарушения, в частности, не была приведена в рабочее состояние центральная гировертикаль и авиагоризонты не работали, также забыли включить обогрев приёмников воздушного давления, что привело к отсутствию показаний истинной приборной скорости. Самолёт столкнулся со склоном сопки в ущелье с креном 70 градусов и скорости 495 км в час (данные по записи МСРП-12-96). Окончательно расследование катастрофы закончили в мае 1986 года.
- 09.02.2021г при совершении посадки после планового полета в сложных погодных условиях на аэродроме Буревестник (остров Итуруп) у военно-транспортного самолета Ан-12 произошел подлом носовой и левой стоек шасси.

## Инциденты
- 17 января 1960 года около 9 часов утра по местному времени в заливе острова Касатка во время сильного шторма была сорвана со швартовки советская самоходная танкодесантная баржа «T-36» с четырьмя военнослужащими на борту. Не имея запасов пищи и воды, солдаты продержались 49 суток в открытом море, сохраняя выдержку и дисциплину. 7 марта 1960 года баржа была обнаружена экипажем патрульного самолёта с американского авианосца «Кирсердж». Солдаты были спасены. История получила большой международный резонанс и широкое освещение в средствах СМИ. Все военнослужащие «За проявленное мужество при выполнении воинского долга и стойкость в борьбе с силами стихии» были награждены орденом Красного Знамени[4]
- 1 июля 1968 года был принуждён к посадке самолёт Douglas DC-8 американской транспортной компании «Seaboard World Airliners» (рейс 253А), следовавший из Сиэтла в Японию с военнослужащими (морскими пехотинцами), перебрасываемыми для войны во Вьетнаме. Через 2 дня самолёт был отпущен со всеми пассажирами, которые помогали вытянуть и развернуть самолет вручную из-за того, что полоса не была приспособлена для таких больших самолетов.
- 4 апреля 1983 года в районе Малой Курильской гряды 6 самолётов А-7 вошли в воздушное пространство СССР на глубину от 2 до 30 километров и провели условное бомбометание по территории острова Зелёный, сделав несколько заходов для атаки по наземным целям. По результатам расследования инцидента было принято решение о срочной ротации 41-го и 308-го авиационных полков ПВО.
- В 1994 году на острове произошло землетрясение.
- В 2011 году после землетрясения в Японии в бухту зашло цунами высотой 2 метра.

- Аэропорт "Буревестник"
- Ил-14 возле аэропорта "Буревестник"
- Знак памяти погибшим экипажу и двум пассажирам в 1970 году